# كرايغ راسل
كرايغ راسل (بالإنجليزية: Craig Russell)‏‏ (1956 - ) كاتب، وروائي من المملكة المتحدة.

## روابط خارجية
- كرايغ راسل على موقع IMDb (الإنجليزية)